# Гарленд (Арканзас)
Гарленд (англ. Garland) — місто (англ. town) в США, в окрузі Міллер штату Арканзас. Населення — 195 осіб (2020).

## Географія
Гарленд розташований на висоті 69 метрів над рівнем моря за координатами 33°21′39″ пн. ш. 93°42′51″ зх. д. / 33.36083° пн. ш. 93.71417° зх. д. (33.360849, -93.714162).  За даними Бюро перепису населення США в 2010 році місто мало площу 2,14 км², уся площа — суходіл. В 2017 році площа становила 2,27 км², уся площа — суходіл.

## Демографія
Згідно з переписом 2010 року, у місті мешкали 242 особи в 105 домогосподарствах у складі 62 родин. Густота населення становила 113 особи/км².  Було 148 помешкань (69/км²). 
Расовий склад населення:
| - 71,9 % — чорних або афроамериканців - 27,7 % — білих - 0,4 % — азіатів |

До двох чи більше рас належало 0,0 %. Іспаномовні складали 0,0 % від усіх жителів.
За віковим діапазоном населення розподілялося таким чином: 24,0 % — особи молодші 18 років, 55,8 % — особи у віці 18—64 років, 20,2 % — особи у віці 65 років та старші. Медіана віку мешканця становила 42,3 року. На 100 осіб жіночої статі у місті припадало 103,4 чоловіків;  на 100 жінок у віці від 18 років та старших — 104,4 чоловіків також старших 18 років.
Середній дохід на одне домашнє господарство  становив 24 859 доларів США (медіана — 17 500), а середній дохід на одну сім'ю — 25 899 доларів (медіана — 22 250). За межею бідності перебувало 60,4 % осіб, у тому числі 80,6 % дітей у віці до 18 років та 67,7 % осіб у віці 65 років та старших.
Цивільне працевлаштоване населення становило 72 особи. Основні галузі зайнятості: мистецтво, розваги та відпочинок — 30,6 %, виробництво — 12,5 %, науковці, спеціалісти, менеджери — 9,7 %, транспорт — 8,3 %.
За даними перепису населення 2000 року в Гарленді мешкало 352 особи, 88 сімей, налічувалося 133 домашніх господарств і 164 житлових будинки. Середня густота населення становила близько 167,6 людини на один квадратний кілометр. Расовий склад Гарленда за даними перепису розподілився таким чином: 27,84 % білих, 69,89 % — чорних або афроамериканців, 0,28 % — корінних американців, 0,28 % — азіатів, 1,70 % — представників змішаних рас.
Іспаномовні склали 0,57 % від усіх жителів містечка.
З 133 домашніх господарств в 25,6 % — виховували дітей віком до 18 років, 35,3 % представляли собою подружні пари, які спільно проживали, в 23,3 % сімей жінки проживали без чоловіків, 33,1 % не мали сімей. 29,3 % від загального числа сімей на момент перепису жили самостійно, при цьому 13,5 % склали самотні літні люди у віці 65 років та старше. Середній розмір домашнього господарства склав 2,65 особи, а середній розмір родини — 3,24 особи.
Населення містечка за віковим діапазоном за даними перепису 2000 року розподілилося таким чином: 25,6 % — жителі молодше 18 років, 9,1 % — між 18 і 24 роками, 25,0 % — від 25 до 44 років, 26,4 % — від 45 до 64 років і 13,9 % — у віці 65 років та старше. Середній вік мешканця склав 38 років. На кожні 100 жінок в Гарленді припадало 92,3 чоловіків, у віці від 18 років та старше — 87,1 чоловіків також старше 18 років.
Середній дохід на одне домашнє господарство в містечкі склав 17 500 доларів США, а середній дохід на одну сім'ю — 20 625 доларів. При цьому чоловіки мали середній дохід в 24 375 доларів США на рік проти 15 000 доларів середньорічного доходу у жінок. Дохід на душу населення в містечкі склав 9292 долара в рік. 37,6 % від усього числа сімей в населеному пункті і 44,7 % від усієї чисельності населення перебувало на момент перепису населення за межею бідності, при цьому 62,5 % з них були молодші 18 років і 38,9 % — у віці 65 років та старше.